# 殿谷正行
殿谷 正行（とのや まさゆき、1951年3月13日 - ）は、国土交通省の官僚。独立行政法人航空大学校理事長。
1973年名古屋大学工学部航空学科卒業後、運輸省（現国土交通省）に入省。那覇空港事務所長、関西空港事務所長、航空保安大学校長等を経て、2007年独立行政法人航空大学校理事長に就任した。

## 経歴
- 1973年 名古屋大学工学部航空学科卒業
- 1973年 運輸省（現国土交通省）入省
- 1980年 科学技術庁計画局資源課専門職
- 1986年 航空局技術部運航課補佐官
- 1993年 東京航空局保安部先任航空機検査官
- 1995年 財団法人運輸経済研究センター研究調査部長
- 1998年 航空局技術部航空機安全課長
- 2000年 那覇空港事務所長
- 2002年 関西空港事務所長
- 2004年 航空保安大学校長
- 2007年 独立行政法人航空大学校理事長

| スタブアイコン | サブスタブ | この項目は、まだ閲覧者の調べものの参照としては役立たない、人物に関連した書きかけの項目です。この項目を加筆・訂正などしてくださる協力者を求めています（P:人物伝/PJ:人物伝）。 |